# Konstantin Wulff
Konstantin Wulff (* 27. Januar 1980 in Rostock) ist ein deutscher Beachvolleyballspieler.

## Karriere Beachvolleyball
Wulff spielte schon in den 1990er Jahren Beachvolleyball im heimatlichen Mecklenburg-Vorpommern. Nachdem er aus beruflichen Gründen einige Jahre nur sporadisch gespielt hatte, startete er 2008 an der Seite von Philipp Jahnke ein Comeback. Jahnke/Wulff spielten auf der Smart Beach Tour und auf anderen nationalen Turnieren und belegten 2009 bei den deutschen Meisterschaften in Timmendorfer Strand Platz 13. Mit Tilo Backhaus landete Wulff bei den deutschen Meisterschaften 2010 auf Platz sieben. 2011 war Matthias Ahlf sein Standardpartner. Seit 2012 spielte Wulff zusammen mit Christoph Schwarz und erreichte bei den deutschen Meisterschaften 2013 Platz 13.

## Berufliches
Wulff ist ausgebildeter Sport- und Fitnesskaufmann sowie Sportfachwirt und derzeit Geschäftsführer eines Unternehmens im Bereich Freizeit/Beach/Fitness in Berlin.